# Il calcio: una storia mondiale
Il calcio: una storia mondiale (francese: La balle au pied : Histoire du football, lett. 'La palla al piede: storia del calcio') è una monografia illustrata sulla storia del calcio, scritta dallo storico dello sport francese Alfred Wahl, e pubblicata da Éditions Gallimard nel 1990 in Francia, e da Electa/Gallimard nel 1994 in Italia. Quest'opera è il 42º titolo della collana «Universale Electa/Gallimard».

## Contenuto
In questo libro, l'autore mette in luce le molteplici sfaccettature del «re dello sport» in cinque capitoli, seguiti da una serie di "testimonianze e documenti". Definito il più importante fenomeno sociale del Novecento, il calcio è lo sport con più seguaci. La sua pratica non conosce confini. Il mondo si muove al ritmo della palla, dai cortili e dai campi d'élite alle strade dei bassifondi più polverosi. Gli studenti ottocenteschi delle public schools inglesi che unificavano le regole di quello che vedevano come un semplice gioco della palla, non potevano immaginare le dimensioni che avrebbe raggiunto la loro iniziativa. Oggi, giocatori come Figo, Maradona, Pelé, Platini e Zidane sono adorati in tutto il mondo. Lo svolgimento della Coppa del Mondo in Asia orientale (Corea del Sud e Giappone) completa la globalizzazione. Nel bene e nel male, il calcio è passione, sentimento, odio, lotta, affari e persino vita.
Wahl associa, in questo libro, il regime uruguaiano degli anni 1920 al fascismo italiano, descrive il campionato mondiale del 1930 come una strumentalizzazione politica, afferma l'esistenza di gravi incidenti dopo la finale e si conclude con la tesi di una supremazia mondiale degli europei selezionati fino 1958.

## Edizione italiana
Tradotta da Carlo Montrésor, l'edizione italiana è infatti una versione aumentata, con 192 pagine in totale, mentre l'edizione francese ha solo 160 pagine. La riformulazione introdotta nella sezione "Testimonianze e documenti", come indicato nella pagina del còlophon: «La sezione "Testimonianze e documenti" è stata realizzata appositamente per l'edizione italiana.»

## Accoglienza
Il sito Babelio attribuisce al libro una media di 2.75/5 sulla base di 4 valutazioni. Su Goodreads,il libro ha una valutazione media di 3.31 su 5, basata su 16 valutazioni, indicando recensioni contrastanti.
Bill e William J. Murray scrivono nel loro libro Football: A History of the World Game: «[Quest'opera ci presenta] una brevissima storia del calcio nel mondo, ma magnificamente illustrata.»
Lo scrittore argentino Pablo Nacach scrive nel suo libro ¡Fútbol! Mucho más que un juego: «Alfred Wahl ha scritto un libro molto istruttivo intitolato Historia del fútbol, del juego al deporte (edizione spagnola di La balle au pied : Histoire du football). Ci racconta, in chiave sociologica, le diverse strategie emerse quando il calcio ha mosso i primi passi.»
Nella sua recensione per la rivista Questions de communication (2003), Roland Huesca ritiene che il libro sia «chiaro, colto e superbamente illustrato, e offre una panoramica scientifica della storia del calcio.»